# 科維爾基諾區

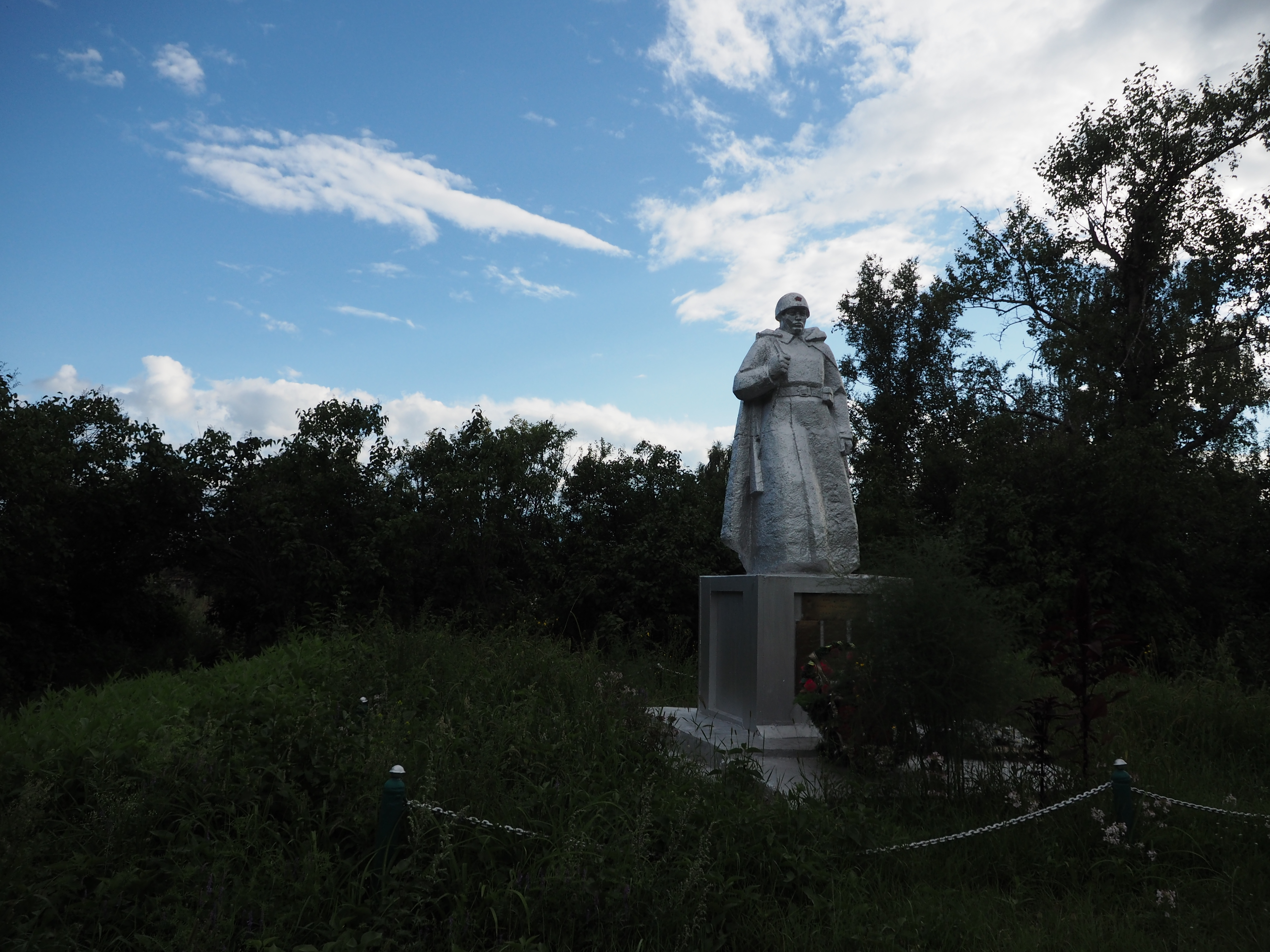

54°02′N 43°55′E / 54.033°N 43.917°E
科維爾基諾區（俄语：Ковылкинский район），是俄羅斯的一個區，位於該國西部，由莫爾多維亞共和國負責管轄，面積2,015.7平方公里，2010年人口22,523，人口密度每平方公里11.17人。